# Sellafield
Sellafield (voorheen Windscale) is een nucleair complex nabij het plaatsje Seascale aan de Ierse Zee in het noordwesten van Engeland. Het complex omvat onder meer een buiten werking gestelde opwerkingsfabriek voor nucleair afval en enkele buiten bedrijf gestelde kernreactoren, waaronder de kerncentrale Calder Hall. De opwerkingsfabriek was sinds 1 april 2005 eigendom van de Nuclear Decommissioning Authority, en wordt beheerd door Sellafield Ltd., onderdeel van de BNFL Group (British Nuclear Fuels Limited). Tot die tijd was de fabriek in eigendom én beheer bij BNFL plc. 

## Geschiedenis
Als onderdeel van het Britse kernwapenprogramma werd in 1952 nabij het plaatsje Windscale een kernreactor gebouwd voor de productie van plutonium voor kernwapens, gevolgd door een kerncentrale voor de productie van elektriciteit, Calder Hall. Ondanks een lange reeks ongelukken en vele protesten besloot de Britse regering in 1978 naast de centrale een opwerkingsfabriek voor nucleair afval te bouwen. Wegens de vele negatieve associaties die inmiddels aan de naam Windscale waren verbonden werd de naam van het complex in 1981 gewijzigd in Sellafield, naar een ander plaatsje in de buurt. In datzelfde jaar werd de plutoniumproductie stilgelegd. De opwerkingsfabriek werd in 1994 in gebruik genomen. In maart 2003 werd de Calder Hall-centrale gesloten. In juli 2022 werd de opwerkingsfabriek gesloten.

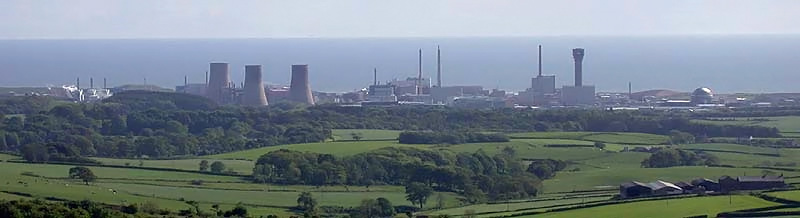
Sellafield complex met Ierse Zee op de achtergrond

## Opwerking
In de opwerkingsfabriek worden verbruikte brandstofstaven, afkomstig van nucleaire installaties uit verschillende landen, opgelost in salpeterzuur om de nog bruikbare splijtstof hieruit te kunnen extraheren. Behalve voor hergebruik geschikt uranium en plutonium, komt hierbij ook onbruikbaar radioactief strontium, cesium en technetium vrij. Via een reeks van handelingen worden de onbruikbare materialen gescheiden van het uranium en plutonium. Voor zover dat mogelijk is wordt het radioactieve afval uit het oplosmiddel verwijderd en opgeslagen in vaten. Deze vaten met hoogradioactief afval worden teruggestuurd naar de afzender, waar ze voor onbepaalde duur worden opgeslagen. Het resterende oplosmiddel wordt geloosd op zee.

## Gevolgen voor leven in, op en rond de zee
De Ierse overheid drong decennia lang aan op sluiting van de fabriek vanwege de vele ongelukken en de vervuiling die ook op de Ierse kusten gevolgen had. De zeestroming zorgde in de jaren 1990 voor verhoogde concentraties van onder andere technetium-99 aan de kust van Noorwegen, maar de fabriek nam maatregelen om de uitstoot te verminderen en sinds 1999 namen de gemeten concentraties vervuiling aan de Noorse kust weer af. Hoewel niet is aangetoond dat deze verhoogde concentraties gevolgen hebben voor de visvangst, was ook de Noorse overheid uit angst voor de mogelijke gevolgen voorstander van sluiting. In 2022 werd de opwerkingsfabriek gesloten.

## Ongelukken
De overhaaste bouw van de oorspronkelijke Windscale-reactor heeft geleid tot veel ongelukken. De meeste van die ongelukken hebben geen tot minimale gevolgen gehad voor de omgeving. Enkele andere wel. Ook de in 1994 in gebruik genomen opwerkingsfabriek kende een lange lijst van kleine en grotere ongelukken.

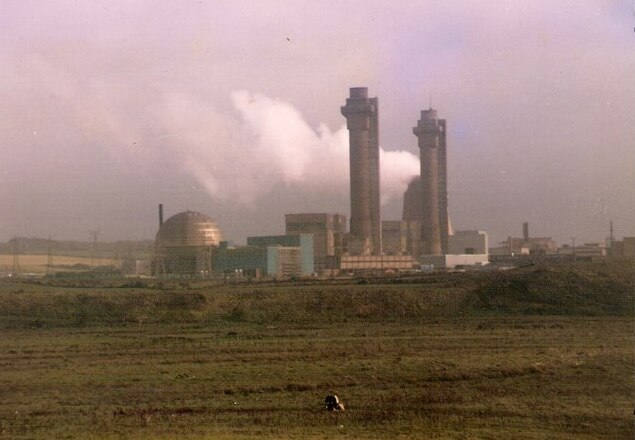
De twee Windscale Piles (midden en rechts)

### Windscale-brand
Op 10 oktober 1957 brak er brand uit in een van de reactoren. De betreffende reactor was een zogeheten "atomic pile", die niet was bedoeld voor opwekking van energie, maar voor productie van plutonium. Om nog altijd niet geheel duidelijke redenen raakte het grafiet in de reactor, dat als moderator diende, in brand. De filters van de luchtgekoelde installatie konden slechts een klein deel van het vrijkomende radioactieve materiaal opvangen. De rest verspreidde zich over een groot gebied rondom de reactor. In totaal kwam er 700 terabecquerel aan voornamelijk jodium-131 vrij. Deze isotoop heeft een korte halveringstijd van 8 dagen, maar wordt gemakkelijk door het menselijk lichaam opgenomen en wordt opgeslagen in de schildklier waar het in veel gevallen kanker veroorzaakt. Evacuatie werd onnodig geacht en de enige maatregel die werd genomen was het vernietigen van melk in een gebied van 500 km² rondom de reactor.  De ramp werd gecatalogeerd met INES-schaal 5.

### Pijpbreuk
18 april 2005 werd ontdekt dat negen maanden lang een breuk in een pijpleiding onopgemerkt was gebleven. Gedurende die tijd was er 83 m3 salpeterzuur met opgelost uranium en plutonium weggelekt in een ruimte onder de fabrieksvloer, die zo gemaakt was dat besmetting van het milieu werd voorkomen. Volgens het bedrijf is er geen radioactief materiaal vrijgekomen en zijn er geen werknemers besmet geraakt. Tijdens de reparatiewerkzaamheden werd de fabriek stilgelegd.